# Velká Olomouc
Velká Olomouc (Nederlands: Groot-Olomouc) is opgericht op 23 april 1919 toen Olomouc samen werd gevoegd met twee voorsteden en elf andere voorstedelijke gemeenten. Velká Olomouc vormde naast een stad ook een politieke okres, de rechterlijke okres Olomouc werd gevormd samen met de okres Olomouc-venkov.

## Bouwreglement
Een zekere voorstelling van hoe een toekomstig Velká Olomouc er uit zou kunnen zien, werd gebracht door een wet van 1894, waarin voor Brno, Olomouc, Jihlava en Znojmo en enkele voorstedelijke gemeenten van deze steden een bouwreglement werd vastgesteld afwijkend van dat van de rest van Moravië. Voor Olomouc gold dit voor de stad zelf en de volledige gemeenten Hejčín, Lazce, Neředín, Nová Ulice en Povel en gedeelten van de gemeenten Hodolany, Bělidla, Pavlovičky, Nové Sady en Černovír.

## Het ontstaan
De (officiële) reden voor het ontstaan van Velká Olomouc was het verkrijgen van meer belasting betalende entiteiten voor Olomouc. Met deze belastingopbrengsten zou de ontwikkeling van de voormalig belangrijkste stad van Moravië ondersteund worden. Fundamenteel toont zich de vertsjechising van Olomouc. In 1900 leefden er in Olomouc 19.761 inwoners waarvan slechts 6 194 Tsjechisch (31%). In 1930 (na de samenvoeging met verschillende omliggende gemeenten) woonden er in Olomouc in totaal 66.440 inwoners waarvan 47.861 Tsjechisch (72%).
Het samenvoegen van Olomouc met de omliggende gemeenten had precies om die reden ook niet de steun gehad, van tot dan toe Duitse, vertegenwoordiging van de stad als onderdeel van Oostenrijk-Hongarije. Het gebeurde dan ook pas na het ontstaan van Tsjecho-Slowakije, toen de Duitse burgemeester Karl Brandhuber en andere leden van het stadsbestuur op 11 november 1918 resigneerden en werden vervangen door de Správní komise hlavního města Olomouce (Nederlands: Bestuurscommisie van de hoofdstad Olomouc) met aan het hoofd de latere burgemeester Richard Fischer. Ook in de voorstedelijke gemeenten Neředín, Nové Ulice, Nové Sady, Nový Svět, Povel a Pavlovičky werden tot het einde van 1918 de (Duitse) gemeentevertegenwoordigingen vervangen. De overige gemeenten waren overwegend Tsjechisch en gaven achtereenvolgend hun instemming. Het hele proces werd voltooid met het aannemen van de wet nr. 214/1919 „o sloučení sousedních obcí s Olomoucem“ („over het samenvoegen van omliggende gemeenten met Olomouc“).

## Samengevoegde gemeenten
Steden:
- Olomouc
- Hodolany-Rolsberk
- Nová Ulice

Gemeenten:
- Bělidla

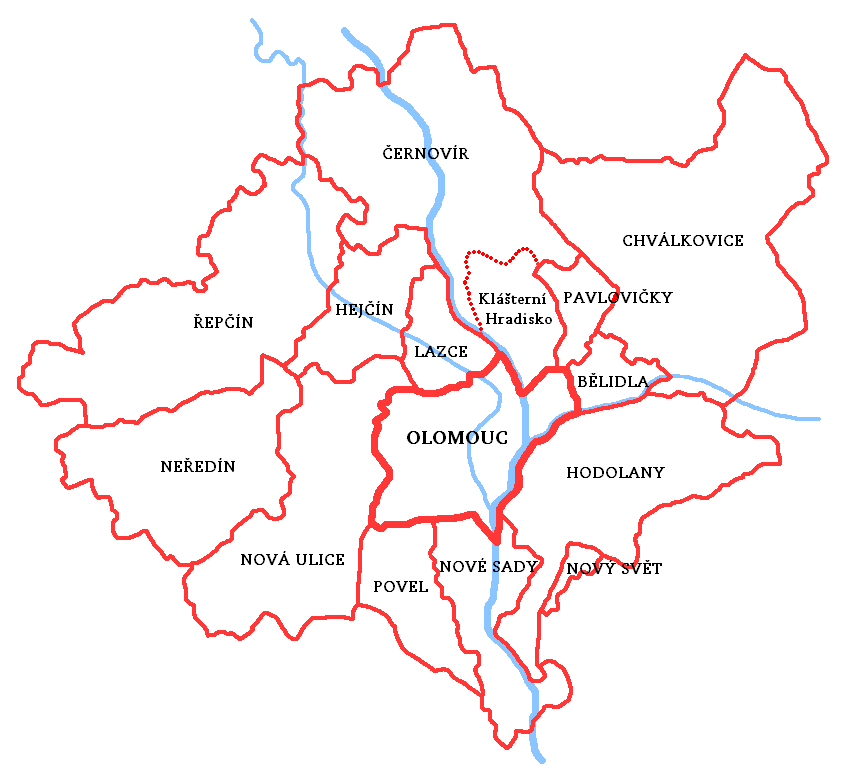
Kaart van Velká Olomouc

- Černovír (inclusief Klášterní Hradisko)
- Chválkovice
- Hejčín
- Lazce
- Neředín
- Nové Sady
- Nový Svět
- Pavlovice
- Povel
- Řepčín

Verder is overwogen ook Holice aan Olomouc toe te voegen, iets wat uiteindelijk in 1974 alsnog gebeurde.